# راتکو کاتسیان
راتکو کاتسیان (انگلیسی: Ratko Kacian؛ ۱۸ ژانویه ۱۹۱۷ – ۱۸ ژوئن ۱۹۴۹) بازیکن فوتبال اهل کرواسی بود.
از باشگاه‌هایی که در آن بازی کرده‌است می‌توان به باشگاه فوتبال هایدوک اسپلیت و باشگاه فوتبال دینامو زاگرب اشاره کرد.
وی همچنین در تیم‌های ملی فوتبال کرواسی و یوگسلاوی بازی کرده‌است.
وی در مسابقات بین‌المللی در مجموع برندهٔ ۱ مدال نقره شده‌است.